# 萊克格羅夫 (紐約州)
萊克格羅夫（英語：Lake Grove）是位於美國紐約州薩福克縣的村。

## 人口
根據2020年美國人口普查的數據，萊克格羅夫的面積為7.63平方千米，皆為陸地。當地共有人口11072人，而人口密度為每平方千米1,451人。